# Оукфілд (містечко, Нью-Йорк)
Оукфілд (англ. Oakfield) — місто (англ. town) в США, в окрузі Дженесі штату Нью-Йорк. Населення — 3145 осіб (2020).

## Демографія
Згідно з переписом 2010 року, у місті мешкало 3250 осіб у 1193 домогосподарствах у складі 862 родин. Було 1293 помешкання
Расовий склад населення:
| - 95,1 % — білих - 1,3 % — чорних або афроамериканців - 0,6 % — корінних американців - 0,2 % — азіатів - 1,1 % — осіб інших рас |

До двох чи більше рас належало 1,7 %. Частка іспаномовних становила 3,2 % від усіх жителів.
За віковим діапазоном населення розподілялося таким чином: 24,9 % — особи молодші 18 років, 62,2 % — особи у віці 18—64 років, 12,9 % — особи у віці 65 років та старші. Медіана віку мешканця становила 38,4 року. На 100 осіб жіночої статі у місті припадало 94,6 чоловіків;  на 100 жінок у віці від 18 років та старших — 92,9 чоловіків також старших 18 років.
Середній дохід на одне домашнє господарство  становив 68 990 доларів США (медіана — 54 911), а середній дохід на одну сім'ю — 79 477 доларів (медіана — 69 135). Медіана доходів становила 42 414 долари для чоловіків та 34 091 долар для жінок. За межею бідності перебувало 10,3 % осіб, у тому числі 16,7 % дітей у віці до 18 років та 0,0 % осіб у віці 65 років та старших.
Цивільне працевлаштоване населення становило 1564 особи. Основні галузі зайнятості: виробництво — 20,3 %, освіта, охорона здоров'я та соціальна допомога — 19,0 %, роздрібна торгівля — 14,5 %.